# Darren Lill
Darren Lill (Grahamstown, 20 de agosto de 1982) es un ciclista sudafricano.

## Trayectoria
Todos sus puestos destacados los ha conseguido en África siendo el Campeonato de Sudáfrica en Ruta 2006 y 2011 sus victorias más importantes curiosamente consiguiéndolas como amateur debido a que desde el 2001, cuando debutó como profesional, ha ido alternándose entre el profesionalismo y el amateurismo.

## Palmarés
2003
- 1 etapa del Giro del Capo

2006 (como amateur)
- 2.º en el Campeonato de Sudáfrica en Ruta
- Campeonato Africano en Ruta

2011
- 3.º en el Campeonato de Sudáfrica Contrarreloj  (como amateur)
- Campeonato de Sudáfrica en Ruta   (como amateur)
- 1 etapa del Tour de Sudáfrica (como amateur)
- 2.º en los Juegos Panafricanos Contrarreloj

2012
- Tour de Ruanda, más 2 etapas

## Equipos
- Team IBM-Lotus Development (2001)
- Team HSBC (2003)
- Barloworld (2004-2005)
  - Team Barloworld-Androni Giocattoli (2004)
  - Team Barloworld-Valsir (2005)
- Navigators Insurance Cycling Team (2007)
- BMC Racing Team (2008)
- Team Type 1 (2009)
- Fly V Australia (2010)
- Team Bonitas (2011[2] -2012)